# 甄霈霖
甄霈霖（英語：Lance Yan Pui-Lam），香港泛民主派人士，屯門兆翠關注組召集人，前朱凱廸新西團隊成員。前屯門區議會兆翠區議員。

## 參政經歷

### 「送走自由行」示威
2019年2月3日下午，甄霈霖以屯門兆翠關注組召集人身份，聯同屯門社區網絡及人口政策關注組成員，約十人在屯門市中心示威，呼籲自由行人士返回中國購物。 甄及其他示威者在往返深圳灣口岸及屯門市中心的B3X線巴士站舉起標語，以及高呼「巴士不是貨車」、「愛祖國、用國貨」等口號，期間有市民曾與警員及遊客爭執。 甄向傳媒表示，自B3X巴士線開辦後，大量自由行旅客長期到屯門區購買日用品，造成區內百物騰貴、租金上升及滋擾居民的問題。

### 2019年香港區議會選舉
甄霈霖獲民主動力支持，代表朱凱廸新西團隊參選2019年香港區議會選舉屯門兆翠選區。 10月31日獲時任屯門民政專員、兆翠選區選舉主任馮雅慧確認，成為該區2號候選人，與爭取連任的民建聯及新界社團聯會成員葉文斌競逐議席。
結果甄霈霖獲得5,769票，以近六成得票率，擊敗時任區議員葉文斌（4,224票）而當選。
| 政党   | 政党           | 候选人    | 票数  | %     | ±      |
| ------ | -------------- | --------- | ----- | ----- | ------ |
|        | 民建聯         | ①. 葉文斌 | 4,224 | 42.27 | 不適用 |
|        | 朱凱迪新西團隊 | ②. 甄霈霖 | 5,769 | 57.73 | 不適用 |
| 多数票 | 多数票         | 多数票    | 1,545 | 15.46 | 不適用 |

## 相關事件

### 遇襲
2019年11月9日晚上，甄霈霖於兆麟小巴站擺設街站，悼念在將軍澳示威現場墮斃的周梓樂同學。期間遭四名親中派及支持香港警察人士挑釁。甄在勸阻期間遭其中一人揮拳打中左邊顴骨，眼鏡飛脫，施襲者並以膠凳襲擊街坊。 其後有半百防暴警察闖入華麟閣及輝麟閣私人範圍，與街坊對峙，引起街坊不滿。其中一名警員舉起長槍，指向甄的頭部。

## 區政事務

### 屯門不明氣體洩漏事件
2019年11月25日，甄霈霖與27位民主派屯門區候任區議員促請行政長官林鄭月娥盡快交代屯門不明氣體洩漏因由。
12月1日，屯門區多位候任區議員收到富泰邨、洪水橋、華都花園、屯門市中心等居民投訴，指出當日凌晨兩點至四點半期間吸入刺鼻氣味。12月4日，甄再次聯同27位民主派屯門區候任區議員發出聲明，促請政府部門成立專責調查小組，調查兩次不明氣體事件。

### 監察屋苑肺炎個案被控違限聚令罪成 最後上訴得直
甄霈霖於2020年7月20日在自己所屬的選區，於屋苑大堂監察管理公司處理屋苑首宗新型肺炎確診個案，而被指參與受禁群組聚集。雖然他否認控罪，不過經審訊後被裁定罪名成立。到2021年11月1日被屯門法院裁判官指他對管理公司造成擾攘，並認為其行為自私不負責和製造不必要恐慌，最後判80小時社會服務令。甄霈霖其後提出上訴，辯方認為裁判官對「公眾地方」定義不合理。而律政司代表指屋苑大堂和升降機都是公眾地方，又指條例可獲豁免的對象只包括政府諮詢機構，如立法會及區議會會議，議員的個人行事並不獲豁免。反指甄霈霖聲凶惡質問管理公司主任。到2022年12月16日，高院法官邱智立裁定甄上訴得直，撤銷定罪及刑罰。判詞指，原審裁判官的分析「頗令人摸不着頭腦」，認為沒任何理據將案發大堂詮釋為公眾地方。

## 資料來源與註釋
1. ↑  . 獨立媒體 inmediahk.net. 2021-11-01  [2021-11-01]. （原始内容存档于2021-11-01）.
2. ↑  . 香港電台. 2019-02-03  [2020-01-14]. （原始内容存档于2020-01-14）.
3. ↑  . 都市日報. 2019-02-04  [2020-01-14].[永久]
4. ↑  . 蘋果日報. 2019-02-04  [2020-01-14]. （原始内容存档于2020-01-14）.
5. ↑  侯彩琳. . 香港01. 2019-02-03  [2020-01-14]. （原始内容存档于2020-10-29）.
6. ↑  選舉事務處.  (PDF). 2019-10-17  [2020-01-17]. （原始内容存档 (PDF)于2020-08-12）.
7. ↑  香港特別行政區政府.  (PDF). 號外：香港特別行政區政府憲報. 2019-10-31, 23 (47): 第291號公告  [2020-01-17].
8. ↑  香港特別行政區政府.  (PDF). 香港特別行政區政府憲報. 2019年11月29日, 23 (48): 第7523號公告  [2020-01-17].
9. ↑  . 蘋果日報. 2019-11-11  [2020-01-17]. （原始内容存档于2021-06-21）.
10. ↑  呂凝敏. . 香港01. 2019-11-10.
11. ↑  . 獨立媒體 inmediahk.net. 2019-11-10  [2019-12-02]. （原始内容存档于2020-05-03）.
12. ↑  鄭寶生. . 香港01. 2019-11-28  [2021-01-30]. （原始内容存档于2019-12-03）.
13. ↑  . 獨立媒體 inmediahk.net. 2019-12-04  [2020-01-05]. （原始内容存档于2020-09-26）.
14. ↑  . 獨立媒體. 2021-11-01  [2022-05-24]. （原始内容存档于2021-11-01）.
15. ↑  . 獨立媒體. 2022-05-24  [2022-05-24]. （原始内容存档于2022-06-25）.
16. ↑  . 法庭線. 2022-12-16  [2022-12-16]. （原始内容存档于2023-06-03）.

## 外部連結
- . 屯門區議會. 2020-09-17  [2021-01-30]. （原始内容存档于2020-11-06） （中文（香港））.
- 甄霈霖的Facebook專頁

| 議會席位      | 議會席位                                             | 議會席位 |
| ------------- | ---------------------------------------------------- | -------- |
| 前任： 葉文斌 | 屯門區議會 兆翠選區區議員 2020年1月1日－2021年7月7日 | 空缺     |